# Clutch Cargo
Clutch Cargo è una serie animata di genere avventuroso, prodotta nel 1959 dai Cambria Studios e trasmessa anche in Italia, da varie emittenti private, con due titoli: Tre contro tutti e, appunto, Clutch Cargo. Negli Stati Uniti ebbe un grande successo e divenne molto popolare negli anni sessanta, nonostante fosse un prodotto a basso costo. Quentin Tarantino l'ha omaggiata in una scena di Pulp Fiction.

## Trama
Clutch Cargo è uno scrittore di romanzi avventurosi, ed è considerato un idolo dagli appassionati del genere. I suoi libri hanno tutti un grande successo, ed ogni volta che l'editore annuncia l'uscita di un suo nuovo racconto, una folla di appassionati si raduna davanti alla sede della casa editrice a New York, sperando di ottenere una copia autografata.
La capacità di Clutch Cargo di incollare alla sedia il lettore non è però semplice frutto di fantasia: egli è un vero uomo d'azione ed uno scaltro indagatore, sempre pronto a recarsi in qualsiasi posto del mondo vi sia un mistero da svelare od un intrigo da smascherare. Nelle sue avventure è sovente aiutato da un gruppo di amici fidati, a cominciare dal piccolo Spinner e dal suo cane Paddlefoot, un bassotto a pelo corto dall'infallibile fiuto. Dalle avventure che vive in prima persona, ricava poi il materiale per il suo prossimo libro.

## Tecnica
A causa dello scarso bilancio a disposizione, la serie è stata prodotta in animazione limitata, riducendo al minimo i disegni realizzati. Nei dialoghi il personaggio parlante veniva mostrato in primo piano, per poi inquadrare il solo interlocutore. Invece di disegnare la bocca è stata utilizzata la tecnica del synchro vox, dove la ripresa di quella di un attore veniva sovra impressa sul volto del personaggio animato.
Vi erano anche delle scene animate nel modo tradizionale, come quella dei dinosauri nel 10º episodio. Probabilmente il cane Paddlefoot, che rappresenta l'aspetto comico della serie, è stato il personaggio che richiedeva il maggior lavoro di animazione.
I Cambria Studios hanno realizzato in seguito altre serie in animazione limitata e synchro vox, tra cui Capitan Fathom. Le tecniche d'animazione limitata ed il synchro vox sono state parodiate dai Pixar Animation Studios nel cortometraggio Le avventure di Mr. Incredibile del 2005.

## Curiosità
- Nel film Pulp Fiction di Quentin Tarantino viene ripresa una piccola parte di un episodio, prima che la televisione venga spenta.
- Durante la famosa Interferenza di Max Headroom, il pirata canticchia la sigla di Clutch Cargo e ne cita una puntata.